# حصل خير (فلم)
حصل خير فيلم مصري إنتاج عام 2012.

## القصة
تدور أحداث الفيلم حول راقصة شعبية (قمر) تسكن عمارة تضم مجموعة من الأسر، وفور وصول الساكنة الجديدة، يتهافت عليها الأزواج ومنهم موظف مصلحة الضرائب فوزي (كريم محمود عبد العزيز)، ومدرس اللغة العربية (محمد رمضان)، والمطرب (سعد الصغير)، وينقلب حال الأسر، فتحاول الزوجات الحفاظ على أزواجهن منها في قالب من الأحداث الكوميدية.

## الممثلون
- سعد الصغير: أش أش المطرب الشعبي
- قمر: قمر الراقصة
- كريم محمود عبد العزيز: فوزي عامل في مصلحة الضرائب
- محمد رمضان: عفيفي مدرس اللغة العربية
- أيتن عامر: رقة زوجة أش أش
- أمينة: رأفت زوجة فوزي
- بدرية طلبة: عطية زوجة عفيفي
- جنا عمرو: سلوي شقيقة قمر
- لطفي لبيب: أبو الوفا صاحب العمارة
- إيمان السيد: نعسة زوجة البواب
- محمود الليثي: البواب
- طارق الشيخ
- أحمد بجه
- أحلام الجريتلي: زوجة أبو الوفا

## روابط خارجية
- مقالات تستعمل روابط فنية بلا صلة مع ويكي بيانات